# Leptothorax terricola
Leptothorax terricola är en myrart som först beskrevs av Mann 1920.  Leptothorax terricola ingår i släktet smalmyror, och familjen myror. Inga underarter finns listade i Catalogue of Life.